# Geranium siamense
Geranium siamense är en näveväxtart som beskrevs av William Grant Craib. Geranium siamense ingår i släktet nävor, och familjen näveväxter. Inga underarter finns listade i Catalogue of Life.